# 스플리트달마티아주

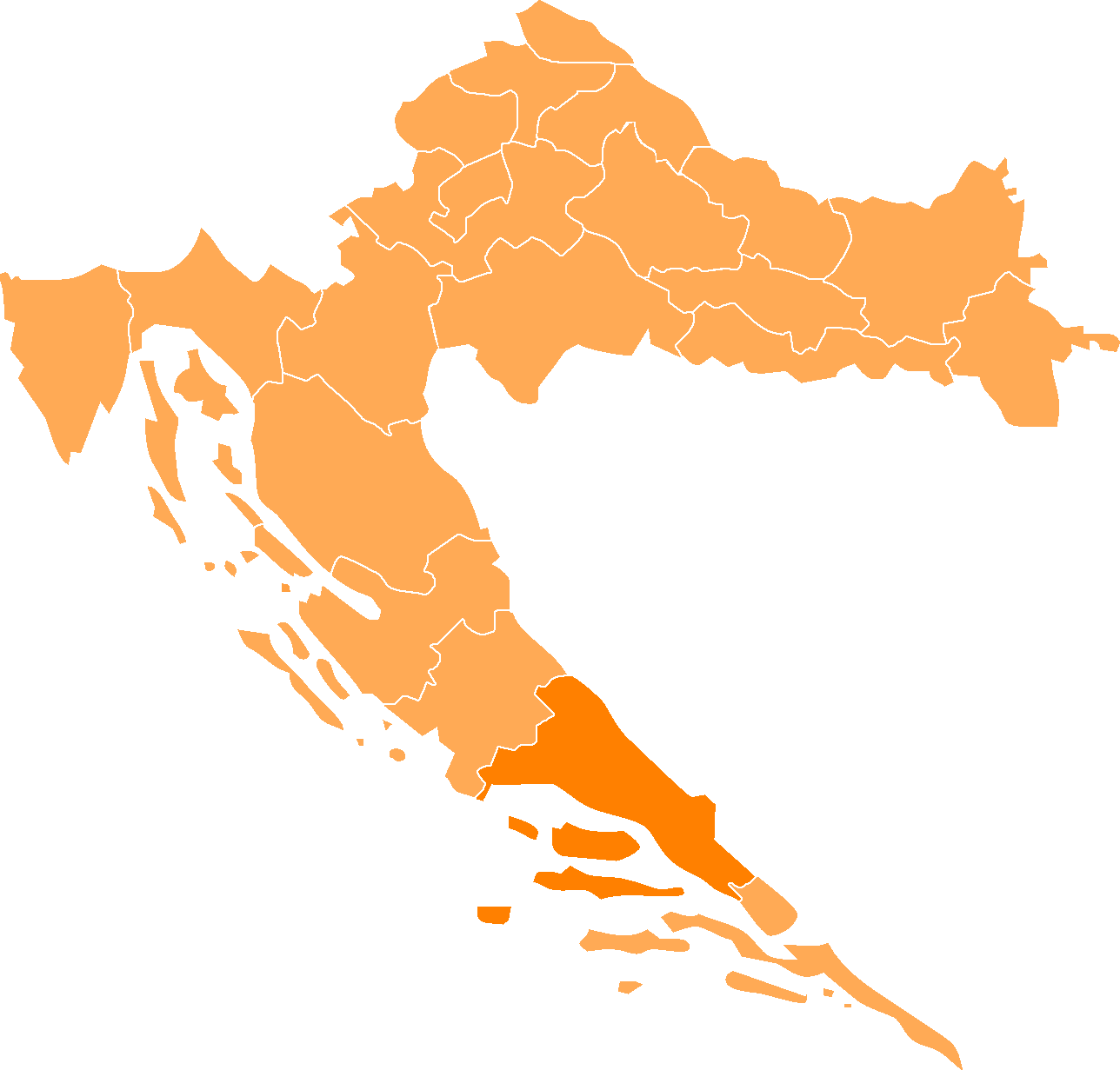
스플리트달마티아주의 위치

스플리트달마티아주(크로아티아어: Splitsko-dalmatinska županija)는 크로아티아 남부 달마티아 지방에 위치한 주로 주도는 스플리트이며 면적은 4,534km2, 인구는 463,676명(2001년 기준), 인구 밀도는 100.4명/km2이다.
남동쪽으로는 두브로브니크네레트바주, 남쪽과 서쪽으로는 아드리아해, 북서쪽으로는 시베니크크닌주와 접하며 동쪽으로는 보스니아 헤르체고비나와 국경을 접한다. 16개 시와 39개 지방 자치체를 관할하며 주 의회는 51개 의석으로 구성되어 있다.
스플리트달마티아주는 지리적으로 3개 지역으로 나뉜다. 해발 고도가 높은 지역인 달마틴스카자고라(Dalmatinska zagora) 지역은 카르스트 지형을 띤 대지가 이어져 있다. 연안 지역은 주 인구의 대부분이 거주하고 있고 해안선이 긴 편이다. 도서 지역은 브라치섬, 흐바르섬, 비스섬을 포함한다.
보스니아 헤르체고비나와의 국경 지대에는 디나르알프스산맥의 일부를 형성하는 산들이 있는데 디나라산, 비오코보산맥을 포함한 산악 지대는 해안 지대와 내륙 지대의 경계선 역할을 한다. 스플리트달마티아주의 경제는 관광 산업이 주를 이루고 있고 제조업과 농업이 차지하는 비율은 적은 편이다.

주기
주 문장

## 인구
| 연도        | 인구    | ±%     |
| ----------- | ------- | ------ |
| 1857        | 164,242 | —      |
| 1869        | 182,405 | +11.1% |
| 1880        | 195,741 | +7.3%  |
| 1890        | 222,030 | +13.4% |
| 1900        | 249,867 | +12.5% |
| 1910        | 268,187 | +7.3%  |
| 1921        | 274,522 | +2.4%  |
| 1931        | 292,321 | +6.5%  |
| 1948        | 296,840 | +1.5%  |
| 1953        | 314,933 | +6.1%  |
| 1961        | 339,686 | +7.9%  |
| 1971        | 389,277 | +14.6% |
| 1981        | 436,680 | +12.2% |
| 1991        | 474,019 | +8.6%  |
| 2001        | 463,676 | −2.2%  |
| 2011        | 454,798 | −1.9%  |
| census data |         |        |